# Stephen Langton

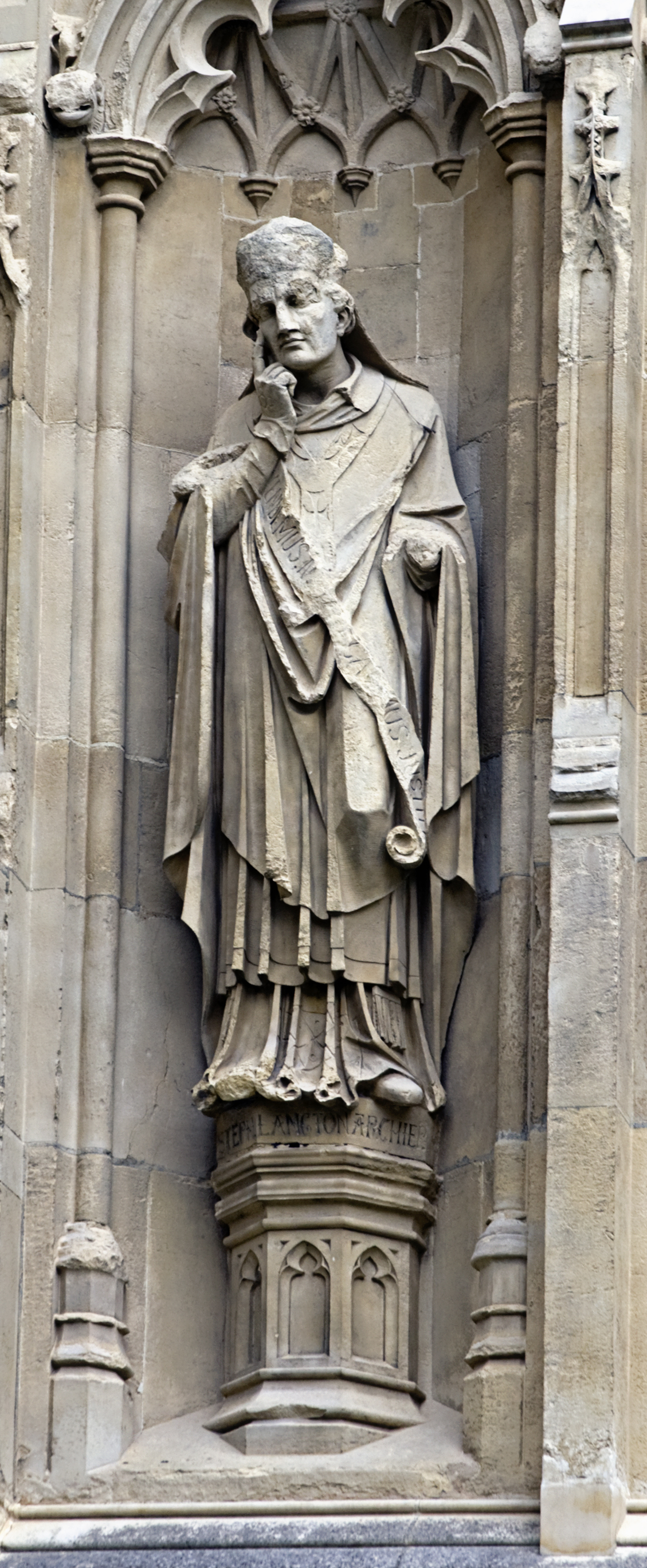
Steinskulptur von Erzbischof Stephan Langton an der Außenseite der Kathedrale von Canterbury

Stephen (auch Stephan) Langton (* um 1150 vermutlich in Langton bei Wragby, England; † 9. Juli 1228 in Slindon, Sussex) war ein englischer Theologe (Doctor nominatissimus), römisch-katholischer Kardinal und von 1207 bis 1228 Erzbischof von Canterbury. Seine Wahl zum Erzbischof führte zu einem mehrjährigen Konflikt zwischen dem englischen König und dem Papst, und als Erzbischof hatte Langton eine erhebliche Mitwirkung an der Entstehung der Magna Carta. Neben dieser politischen Bedeutung gilt Langton jedoch auch als einer der bedeutendsten Theologen des Mittelalters.

## Herkunft, Jugend und Tätigkeit als Hochschullehrer

### Jugend und Studium

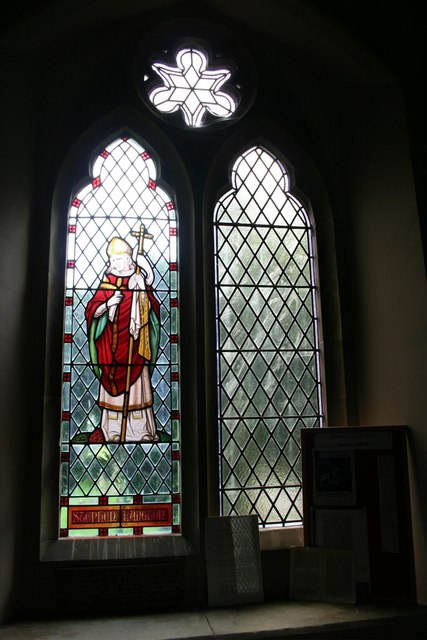
Darstellung Langtons in der Kirche von Langton-by-Wragby

Stephen Langton war einer von drei Söhnen, vielleicht der älteste, des kleinen Landadligen Henry Langton aus Langton-by-Wragby in Lincolnshire. Über die Jugend und die Ausbildung von Stephen Langton gibt es keine Belege, seine erste gesicherte Erwähnung erfolgt erst 1206, als er zum Kardinal ernannt wurde. Wahrscheinlich besuchte Langton eine Schule in Lincoln, wo es im 12. Jahrhundert schon eine Kathedralschule gab und das keine 20 km von seinem Geburtsort entfernt liegt. Als 15-Jähriger ging er nach Paris, wo er die Sieben Freien Künste und anschließend Theologie studierte. Eine derartige Ausbildung dauerte etwa 15 Jahre, danach unterrichtete er ab den 1180er Jahren als Magister Theologie in Paris. Die Universität von Paris entstand erst um 1200, doch bereits um 1165 gab es schätzungsweise 3000 Studenten in Paris, die damit etwa ein Zehntel der damaligen Bevölkerung ausmachten. Langtons Lehrer in den Sieben Künsten sind unbekannt, der damals bedeutendste Theologielehrer in Paris war Peter Cantor. Ob Langton jemals ein formaler Schüler von Peter Cantor war, ist umstritten, doch zweifellos beeinflusste ihn dieser in der Wahl der theologischen Fragen und in der Auslegung der Bibel. Sein Bruder Simon Langton folgte ihm nach Paris. Langton wurde zunächst von seiner Familie unterstützt, bis er für seinen Lebensunterhalt kirchliche Pfründen in York und später an Notre Dame in Paris erhielt. Zwischen 1191 und 1205 lebte er zeitweise in York, wo er als Master Stephen Langton als Zeuge in Urkunden von Erzbischof Geoffrey genannt wird. Noch als alter Mann erinnerte er sich 1226 an seine gute Zeit in York. Seine Pfründe in Paris hat er wahrscheinlich vom französischen König Philipp II. erhalten und seine Yorker Pfründe von Erzbischof Geoffrey. Damit kam Langton schon früh in Verbündung zu zwei Männern, die später erbitterte Gegner des englischen Königs Johann Ohneland waren, auch wenn Geoffrey dessen Halbbruder war.

### Beginnende Tätigkeit als Hochschullehrer
Wie Peter Cantor umgab sich auch Langton später als Lehrer mit fähigen Schülern. Von diesen machten mindestens zwei, wenn nicht sogar sechs, bemerkenswerte Karrieren, darunter der spätere Bischof von Chichester Richard Poore, Thomas of Marlborough, der von 1229 bis 1236 Abt von Evesham Abbey war, Henry of Sandford, der spätere Bischof von Rochester, Alexander Stavensby, der spätere Bischof von Coventry und Lichfield, Anders Sunesen, der spätere Erzbischof von Lund und auch Bernardo II., der spätere Erzbischof von Santiago, der eine große Sammlung von Langtons Schriften besaß. Langton verfasste meist theologische Schriften, sein Schwerpunkt bildete dabei die biblische Exegese des Neuen und, mit Ausnahme der Psalmen, des Alten Testaments. Vermutlich begann er, seine Schriften als Vorlesungen für seine Lehrtätigkeit zu verfassen. Da von ihm jedoch kaum eigene Schriften erhalten sind, sondern nur Bearbeitungen und Kopien seiner Schüler oder Aufzeichnungen seiner Predigten, ist das Ausmaß seiner Tätigkeit schwer einzuschätzen. Als er zwischen 1207 und 1213 und von 1216 bis 1218 seine Ämter nicht ausüben konnte, überarbeitete er vermutlich seine Schriften. Langton baute seine Schriften nach Cantors Vorbild dreistufig auf. Zuerst erörterte er eine theologische Frage, dann folgte der Kommentar einer Bibelstelle und schließlich eine Predigt. Dabei griff er auf ältere Arbeiten aus der Glossa ordinaria und auf neuere Autoren wie Andreas von St. Viktor und Petrus Lombardus zurück. Langton hob in seinem Werk vor allem die geistliche Bedeutung der Texte hervor.

### Kapiteleinteilung der Bibel
Stephan Langton wurde früh die Einteilung der Bücher der Bibel in nummerierte Kapitel zugeschrieben, wie sie sich erstmals in der sogenannten Pariser Bibel findet. Eine Liste der Kapitelanfänge, mit der ausdrücklichen Zuschreibung an den „Erzbischof von Canterbury“, findet sich in der Handschrift Ms. lat. 14417 der Pariser Nationalbibliothek, einer Sammelhandschrift aus dem 13. Jahrhundert, vor den Glossen Stephan Langtons zur Historia Scholastica von Petrus Comestor.
Diese Einteilung verbreitete sich im Spätmittelalter in ganz Lateineuropa und ist heute allgemein (auch in volkssprachlichen Bibelübersetzungen) üblich. Die einheitliche Unterteilung in Verse ist, jedenfalls im Alten Testament, schon wesentlich älter, sie wurde bereits von den Masoreten durch einen speziellen Akzent (Sof Pasuk) schriftlich fixiert. Die Nummerierung der Verse hingegen setzte sich erst im Laufe des 16. Jahrhunderts durch; sie war vor allem für den Vergleich verschiedensprachiger Bibelausgaben hilfreich. Der heutige Zitationsstandard – z. B. Lev 19,33–34  – verbindet also die lateinische Kapitelzählung Langtons mit der traditionellen hebräischen Verseinteilung. Die Verseinteilung im Neuen Testament geht dagegen erst auf Robert Estienne 1551 zurück.

### Erklärung der hebräischen Namen
Langtons Anteil an der Erstellung der Interpretationes nominum Hebraicorum, eines Handbuchs, das die in der Bibel genannten hebräischen Namen erklärte, ist dagegen umstritten. Nach einigen Schriften wird es ihm zugeschrieben, andere dagegen datieren es bis ins achte Jahrhundert zurück, so dass Langton es vielleicht nur überarbeitete und weiter verbreitete. Daneben verfasste er einen Kommentar zum damals geläufigsten Lehrbuch der Kirchengeschichte, der Historia Scholastica von Petrus Comestor. Innerhalb von Langtons Kommentaren sind Abschnitte, in denen er einen Quaestio erklärt. Diese sammelte er teilweise in einzelne, miteinander verwandte Gruppen. Dazu sind über 600 Predigten von ihm überliefert, von denen der Großteil aus seiner Zeit in Paris stammt und die meist an ein geistliches Publikum gerichtet waren. Auch wenn seine Texte und Predigten alle auf Latein verfasst sind, hielt er seine Laienpredigten in der mundartlichen Volkssprache. In seinen eigenen Predigten wurde er vielleicht von dem charismatischen Prediger Fulko von Neuilly beeinflusst, der in den 1190er Jahren wirkte. Häufig bezog er sich auch auf jüdische Interpretationen, wobei umstritten ist, inwieweit er hebräisch verstand. Er sprach jedenfalls gelegentlich mit Juden, ohne sich mit ihnen auf kontroverse Disputationen einzulassen.

### Würdigung
Langtons Werk zeichnet sich allgemein durch Selbstbewusstsein und Lebhaftigkeit aus. Sein Selbstbewusstsein erwarb er durch seine gründliche Denkweise und seine weitreichenden Kenntnisse der früheren Literatur, von denen er auch die Schriften der Kirchenväter Hieronymus, Augustinus und Gregor kannte. Seine Lebhaftigkeit zeigen seine vielen bildlichen Darstellungen und Vergleiche, die er benutzte. Dabei bezog er sich nicht nur auf biblische Gleichnisse, sondern bezog auch zeitgenössische Gegebenheiten, einschließlich des damaligen Lebens in der Schule, in seine Texte mit ein. Die biblische Exegese diente ihm als Vorbild für die mittelalterliche Gesellschaft, und er lehrte, dass Gott keine Könige gewollt hat, die sich nicht an das Recht hielten. Dies belegte er mit Beispielen aus dem Alten Testament. Dennoch lehrte er auch, dass es für den Einzelnen richtig sei, den Königen grundsätzlich zu gehorchen und es nur in Ausnahmefällen richtig sei, ihnen den Gehorsam zu verweigern.

## Wahl zum Erzbischof von Canterbury
1206 endete Langtons bisheriges Leben als erfolgreicher Hochschullehrer abrupt. Als Papst Innozenz III. im Sommer 1205 vom Tod von Erzbischof Hubert Walter von Canterbury erfuhr, berief er schon bald danach Langton zu sich nach Rom und ernannte ihn zum Kardinalpriester von San Crisogono. Der Papst, der etwa gleichaltrig mit Langton war, kannte ihn schon lange, seitdem er vor 1187 in Paris studiert hatte. Wie Langton bewunderte er Thomas Becket, den als Märtyrer gestorbenen Erzbischof von Canterbury. Über die Wahl eines neuen Erzbischofs von Canterbury kam es zum Streit zwischen König Johann Ohneland und den Mönchen des Kathedralkapitels von Canterbury. Die beiden Parteien konnten sich nicht auf einen Kandidaten einigen, und Langton konnte beobachten, wie die Mönche von Canterbury, die englischen Bischöfe und der König ihre Gesandten nach Rom sandten, um ihre Sicht des Konflikts darzustellen. Der Papst kannte die Unzufriedenheit der Mönche über die beiden vorigen Erzbischöfe Balduin von Exeter und Hubert Walter, die Vertraute der englischen Könige gewesen waren. Im Dezember 1206 lehnte er die Kandidaten der Mönche und des Königs ab und wies das Mitspracherecht der englischen Bischöfe zurück. Die Abgesandten der Mönche bedrängte er, Langton zum neuen Erzbischof zu wählen. Die Mönche waren darüber gespalten, da ihnen klar war, dass Langton, den der König nicht kannte und der lange Jahre in Paris beim mit ihm verfeindeten französischen König gelebt hatte, für Johann inakzeptabel war. Trotz dieser Bedenken wählten sie ihn schließlich Ende 1206 zum neuen Erzbischof von Canterbury.
Wie seine Vorgänger erwartete König Johann dagegen, die Wahl des Erzbischofs und Primas der englischen Kirche beeinflussen zu können, damit er treue Diener mit diesem Amt belohnen und sicherstellen konnte, dass dieses wichtige Amt von einem seiner Vertrauten ausgefüllt würde. Seine Einwände des Königs begegnete der Papst mit dem Lob auf Langtons Qualitäten, der nicht nur ein Doktor der freien Künste, sondern auch ein Lehrer der Theologie sei, und dass er für würdig befunden wurde, sowohl in Paris wie auch in York Pfründe zu haben. Vielleicht war dem Papst unbewusst, wie sehr er damit den König brüskierte, und er scheint geglaubt zu haben, dass der König, wie zuvor bei anderen umstrittenen Bischofswahlen, letztlich zustimmen würde. Nach dem Kirchenrecht war der Papst auch im Recht, da die Zustimmung des Königs für eine Bischofswahl nicht erforderlich war, wenn die Wahl in Gegenwart des Papstes stattgefunden hatte. Der König sah die Bischofswahl jedoch aus einer ganz anderen Sichtweise, was zum Bruch zwischen ihm und den Papst und zu einem über sechsjährigen Konflikt zwischen ihnen führte.
Am 17. Juni 1207 weihte der Papst Langton in Viterbo zum neuen Erzbischof. Kurz darauf verfasste Langton einen ausführlichen Brief, der in England veröffentlicht werden sollte, um seine Annahme des Amtes zu erläutern. Dieser Brief verdeutlicht die theologische Sicht Langtons. Er zeigt, wie sehr er die kirchlichen Positionen vorrangig vor den weltlichen Erwägungen des Königs sah, doch gleichzeitig zeigt der Brief, dass Langton erkannt hatte, dass er die fast unlösbare Aufgabe hatte, seine bisher nur theoretisch gelehrte Theologie nun in der Praxis umzusetzen. In dem Brief drückte er seine tiefe Sorge um das geistliche Wohl von England aus, und er wies darauf hin, dass ihm der Papst befohlen hätte, das Amt des Erzbischofs anzunehmen. Langton verwies auf das Schicksal von Kaiser Friedrich Barbarossa, der gegen die Kirche gekämpft hatte und schließlich in einem kleinen Fluss ertrunken war, was Langton als Zeichen Gottes deutete. Weiter führte er unheilvoll aus, dass die Kirche die Untertanen von Rebellen, die sich ihren Entscheidungen widersetzten, von ihrer Treuepflicht entbinden könne, da die Rebellen ihre Treue zu Gott zurückgezogen hätten. Zum Schluss des Briefes erklärte Langton, er stünde in der Nachfolge Thomas Beckets, der für die Freiheit der Kirche gekämpft und gestorben war.

## Kampf zwischen Kirche und König
Als der König von der Bischofsweihe erfuhr, vertrieb er am 11. Juli 1207 die Mönche aus Canterbury und blieb bei seinem Konfrontationskurs mit dem Papst, der daraufhin am 24. März 1208 das Interdikt über England verhängte und im November 1209 den König exkommunizierte. Langton zog nach Frankreich, wo er zumeist im Zisterzienserkloster Pontigny wohnte, wo bereits Thomas Becket Teile seines Exils verbracht hatte. 1222 vermachte er zum Dank dem Kloster eine jährliche Zahlung in Höhe von 50 Mark, die von der Kirche in Romney aufgebracht wurde. Infolge des Interdikts verließen fast alle Bischöfe England und schlossen sich Langton im Exil an. König Johann rächte sich an Langtons Familie. Sein Vater musste nach St Andrews in Schottland fliehen, wo er starb. Auch sein Bruder Walter musste vermutlich ins Ausland gehen, denn 1211 nahm er am Albigenserkreuzzug in Südfrankreich teil. Im Oktober 1209 reiste Langton nach Melun, wo er Hugh of Wells zum Bischof von Lincoln weihte. Im nächsten Jahr vermittelte er in Cambrai in einem Streit zwischen der Stadt und Bischof Jean de Béthune. 1211 leitete er in Paris die Beisetzung des im Exil verstorbenen William de Braose, der vor König Johann aus England geflohen war. Den Winter 1212 bis 1213 verbrachte Langton in Rom, und zwischen 1210 und 1213 hatte er zusammen mit Robert von Courson eine Predigtreise durch Flandern unternommen, während der sie gegen Wucher gepredigt hatten.
Die Verhandlungen mit König Johann, Langton als Erzbischof von Canterbury zu akzeptieren, verliefen bis 1211 ergebnislos. Bis 1209 verhandelte Langtons Bruder Simon Langton für ihn mit den Abgesandten des Königs, und im Oktober 1209 glaubte Langton, dass die Verhandlungen erfolgreich verliefen, weshalb er selbst nach Dover übersetzte. Doch alle Verhandlungen scheiterten aus zwei Gründen: zum einen wünschte der König, dass der Papst sein Mitbestimmungsrecht bei Bischofswahlen offiziell anerkannte, und zum anderen an der Forderung Langtons, dass der König die Bischöfe für die während ihres Exils entstandenen Verluste finanziell entschädigte, da der König während des Interdikts die Einkünfte aus den kirchlichen Gütern beschlagnahmte. Zweimal kritisierte Langton die Bestimmungen, nach denen er sicheres Geleit erhalten hatte, und verweigerte deshalb 1208 und 1211, selbst an den Verhandlungen teilzunehmen. Im Herbst 1211 war der König schließlich wegen des Drucks seiner Barone gezwungen, nachzugeben. König Johann sandte eine Delegation nach Rom, die Anfang 1213 einer Einigung nach den bereits zwei Jahre zuvor angebotenen Bedingungen zustimmte. Vermutlich war Langton zusammen mit anderen englischen Bischöfen ebenfalls in Rom, um diese Kapitulation des Königs zu erleben. König Johann musste versprechen, dem Papst zu gehorchen und dem Erzbischof, den anderen im Exil lebenden Prälaten und den Mönchen von Canterbury sicheres Geleit gewähren. Langton sollte die Besitzungen des Erzbistums Canterbury erhalten, nachdem er dem König Treue geschworen hatte. Die im Exil lebenden Bischöfe sollten für ihre Verluste entschädigt werden. Am 13. Mai 1213 unterwarf sich der König persönlich dem päpstlichen Gesandten Pandulf, und am 9. Juli 1213 erreichte Langton England. Am 20. Juli entband er den König in Winchester von seiner Exkommunikation. Damit schien der Streit um die Erzbischofswahl gelöst, doch tatsächlich ging der Streit zwischen König und Erzbischof in einen weitaus größeren Konflikt über.

## Langton als Erzbischof

### Machtkampf zwischen König, Papst und Erzbischof

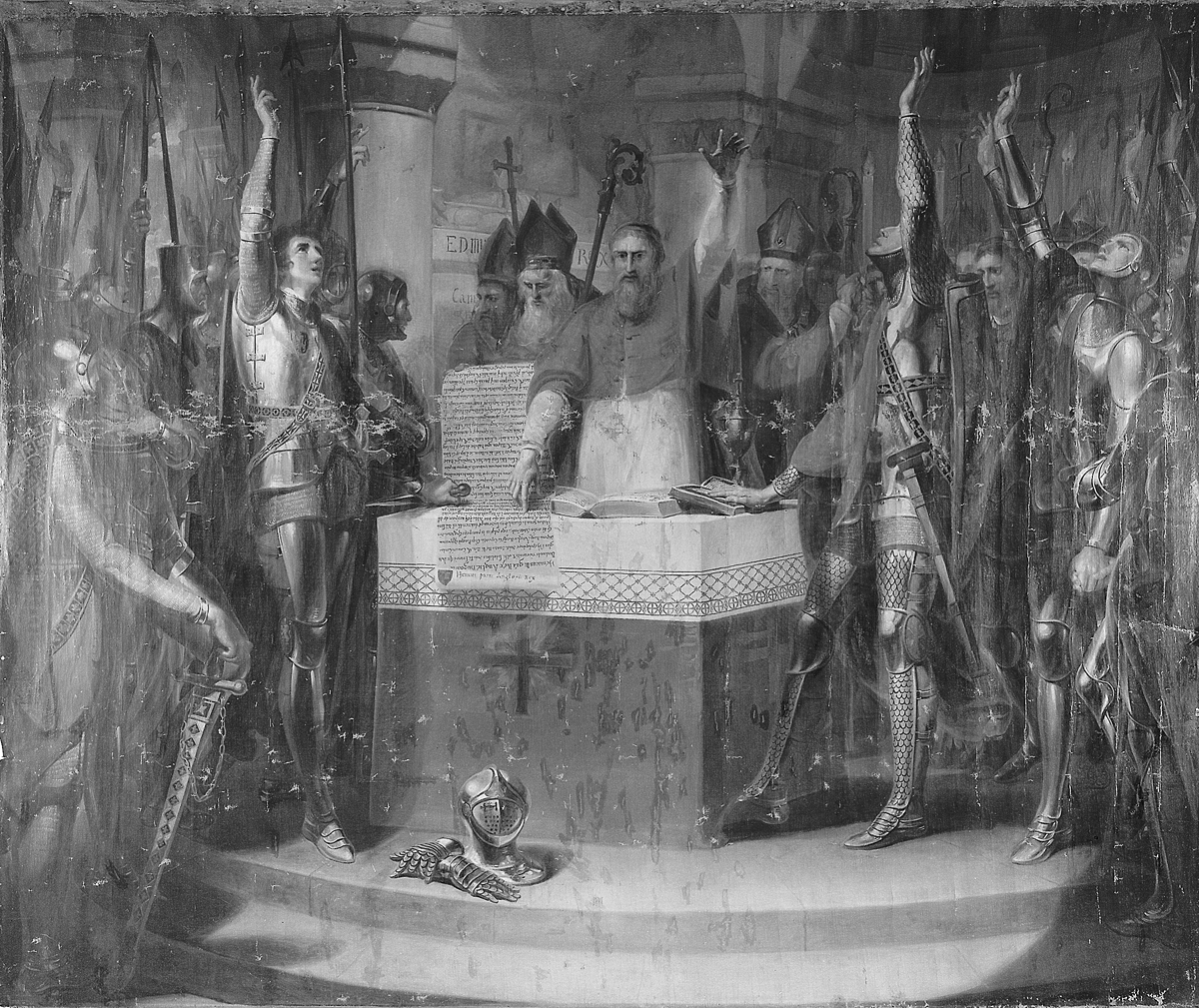
Langton und die Barone fordern in Bury St Edmunds von König Johann die Einhaltung ihrer Privilegien. Historisierende Darstellung von 1787

Langton versuchte in den nächsten beiden Jahren, als Erzbischof die durch das mehrjährige Interdikt verursachten Probleme zu lösen. Gleichzeitig versuchte er zwischen dem König und seinen unzufriedenen Baronen zu vermitteln. Bereits 1212 hatte Langton in Frankreich die vor Johann ins Exil geflohenen Barone Robert FitzWalter und Eustace de Vesci kennengelernt. Der inzwischen etwa 60-jährige Langton hatte aber 40 Jahre seines Lebens fast ausschließlich außerhalb Englands verbracht und war deshalb mit der politischen Situation in England wenig vertraut. Er sympathisierte mit dem Anliegen der Barone, die gegen die Finanzforderungen und die Willkürherrschaft des Königs aufbegehrten, und misstraute dem König trotz dessen nomineller Unterwerfung unter dem Papst. Auch König Johann blieb Langton gegenüber misstrauisch, zumal Langtons Bruder Simon weiter zum Gefolge des mit Johann verfeindeten französischen Prinzen Ludwig gehörte. Verkompliziert wurde das Verhältnis weiter dadurch, dass König Johann sein Reich dem Papst als Lehen angetragen hatte, und dieser sich in England durch seinen Legaten Pandulf vertreten ließ. Der Papst wünschte sich Frieden und die Teilnahme des Königs an einem Kreuzzug ins Heilige Land. Er beauftragte Langton im Juli 1213, alles für den Frieden des Königs und des Königreichs zu tun, dabei jedoch auch die Interessen des Heiligen Stuhls zu wahren. Langton vertrat jedoch weiter die Ansprüche der englischen Bischöfe, die ihre durch das Interdikt verlorenen Einkünfte erstattet haben wollten, während der König natürlich bestrebt war, den Bischöfen so wenig wie möglich erstatten zu müssen. Dazu setzte sich Langton bei der Wahl von neuen Bischöfen für kirchliche Kandidaten anstelle von Vertrauten des Königs ein. Damit geriet er nicht nur mit dem König in Konflikt, sondern verfolgte schon bald eine andere Politik als der Papst. Diese Entwicklung wurde noch dadurch verschärft, dass der päpstliche Gesandte Pandulf sich für wichtige Entscheidungen erst an den Papst in Rom wenden musste und so nicht zeitnah reagieren konnte. Langton selbst erhielt vom Papst Anweisungen, deren Inhalt durch die räumliche Distanz bereits wieder überholt war, und weil er diese deshalb nicht umsetzte, verlor er das Vertrauen des Papstes und wurde schließlich vom Papst suspendiert. Dieses komplizierte Verhältnis verwirrte viele Menschen in England, weshalb Langton es am 25. August 1213 in einer langen Predigt in der St Paul’s Cathedral in London zu erklären versuchte.
Der neue päpstliche Legat Nikolaus von Tusculum warf den Bischöfen schließlich vor, einen Kompromiss über die Entschädigungen zu verhindern. Als der König schließlich am 17. Juni 1214 einen Kompromiss akzeptierte, war fast keiner der Bischöfe mit dem Ergebnis zufrieden. Auch die Frage der Wiederbesetzung von vakanten Bistümern und Abteien blieb umstritten. Zunächst versuchte König Johann einfach, die bisherige Praxis beizubehalten, nach der der König die Kanoniker oder Mönche zu einer Versammlung in die königliche Kapelle berief, um dort die Wahl eines neuen Bischofs oder Abtes durchzuführen. Langton und die anderen Bischöfe lehnten diese Form der Wahlen ab, da sie leicht vom König beeinflussbar waren. Sie hofften auf eine freiere Wahl, mussten jedoch erkennen, dass der König dies entschieden ablehnte. Der Papst hatte am 31. Oktober 1213 seinen Legaten Kardinal Nikolaus beauftragt, dafür zu sorgen, dass neue Bischöfe nach Nikolaus Empfehlungen gewählt werden. Sie sollten dabei geeignete Geistliche sein, die jedoch auch loyal dem Reich dienen und den König beraten sollten. Als König Johann im Februar 1214 zu einem Feldzug ins Poitou aufbrach, übertrug er die Überwachung der geistlichen Wahlen einem fünfköpfigen Komitee, dem die Barone William Brewer und William de Cantilupe sowie die Äbte der Abteien von Beaulieu, Selby und St Mary’s in York angehörten. Damit hatte er sichergestellt, dass die meisten neuen Bischöfe der Partei des Königs angehörten. Langton war vom König ausmanövriert worden, und er hatte kaum noch eine Möglichkeit, seine geplanten kirchlichen Reformen, die er als Lehrer gefordert hatte, umzusetzen.

### Mitwirkung an der Magna Carta
Bereits kurz nach seiner Aussöhnung mit dem König setzte sich Langton für diejenigen Barone ein, die 1212 ihre Teilnahme am geplanten Feldzug nach Frankreich verweigert hatten. Danach war er fast fortwährend mit Verhandlungen mit dem König beschäftigt, womit er zu einer Schlüsselfigur bei der Entstehung der Magna Carta wurde. Langton lehnte eine offene Rebellion gegen den König strikt ab, stattdessen versuchte er den Konflikt durch Verhandlungen zu lösen. Bereits als Lehrer in Paris hatte er die Ansicht vertreten, dass auch ein König nach den Gesetzen handeln müsse. Vermutlich war er dafür verantwortlich, die Forderungen der Barone in einem Schreiben an den König niederzulegen, und er hatte zunächst gehofft, dass die Erneuerung des Krönungsschwurs, den der König zur Lösung seiner Exkommunikation leisten musste, ausreichen würde, um den König zu Zugeständnissen gegenüber seinen Baronen zu bewegen. Nach der Niederlage des Königs in der Schlacht von Bouvines im Juli 1214 wurden die Probleme noch schwieriger. Langton hatte das Vertrauen des Papstes verloren, weil dieser vermutete, dass die wachsende Unzufriedenheit in England mit Langtons Wirken zusammenhinge. Im Gegenzug zeigte die Hoffnung, dass Langton und andere Bischöfe ungeklärte Streitpunkte mit dem König beilegen würden, das Vertrauen der Barone in Langton. Nach einem kurzen Bürgerkrieg im Mai 1215 musste der König im Juni die Magna Carta anerkennen. Der erste Artikel der Magna Carta, der die Freiheit der Kirche bekräftigte, entsprach Langtons Forderung nach freien Bischofswahlen, wobei dies dadurch eingeschränkt wurde, dass die Magna Carta keine Rechte des Königs beschneiden solle. Obwohl sich Langton weiterhin für eine friedliche Einigung einsetzte, hielt der durch die Anerkennung der Magna Carta erreichte Frieden nur kurz, und der Konflikt eskalierte zum Krieg der Barone. Zusammen mit anderen Bischöfen versuchte Langton vergeblich, die verfeindeten Parteien wieder an den Verhandlungstisch zu bringen. Als Anfang September ein am 7. Juli verfasster Brief des Papstes eintraf, den dieser in Unkenntnis der Magna Carta und der erneuten Feindseligkeiten verfasst hatte, aber alle Feinde des Königs exkommunizierte und ihre Ländereien mit dem Interdikt belegte, sollte der Erzbischof und seine Suffraganbischöfe diesen Brief verkünden oder ihres Amtes enthoben werden. Zu dieser Zeit hatte Langton das Vertrauen des Königs vollends verloren, nachdem er die Übergabe von Rochester Castle verweigert hatte. Der König betrachtete ihn deshalb als Verräter, während Langton die geforderte Übergabe als unrechtmäßig empfand. Als der Erzbischof sich nun weigerte, die Rebellen zu exkommunizieren, wurde er von Peter des Roches, dem Bischof von Winchester und ersten Adressaten des päpstlichen Briefes, des Amtes enthoben. Daraufhin verließ er Mitte September England, um zum Konzil nach Rom zu reisen.

### Suspendierung und erneute Rückkehr nach England

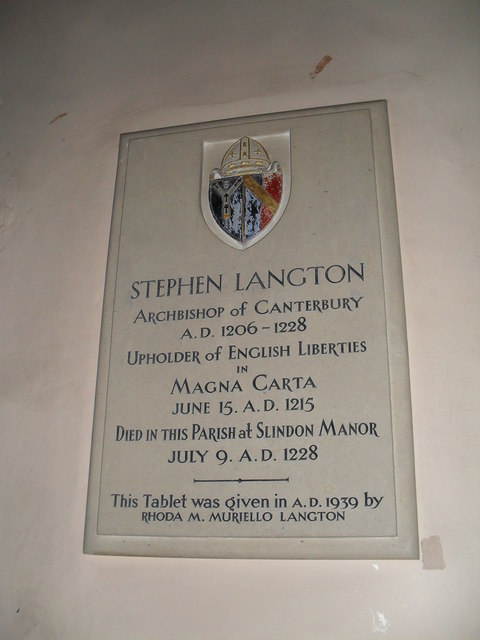
Epitaph für Stephan Langton an seinem Sterbeort in der Pfarrkirche von Slindon

In Rom bestätigte Papst Innozenz am 4. November 1215 Langtons Amtsenthebung. Kurz darauf begann das Laterankonzil, an dem Langton wenig Anteil hatte. Der Nachfolger des im Juli 1216 verstorbenen Innozenz, Papst Honorius III., erlaubte Langton schließlich, wieder nach England zurückzukehren. Als er im Mai 1218 dort eintraf, fand er eine gänzlich unterschiedliche politische Situation gegenüber 1215 vor. Nach dem Tod von König Johann war sein minderjähriger Sohn Heinrich zum König gekrönt worden, für den ein Regentschaftsrat, bestehend aus dem Regenten William Marshal, Bischof Peter des Roches und dem Legaten Pandulf die Herrschaft ausübte. Langton unterstützte die neue Regierung, die versuchte, die Folgen des Bürgerkriegs zu überwinden. 1219 beteiligte sich Langton an den Untersuchungen über angebliche Wunder von Bischof Hugo von Lincoln, und 1220 leitete er zwei große Feiern, am 17. Mai 1220 die zweite, feierliche Krönung von Heinrich III. in Westminster und zwei Monate später die Überführung der Reliquien von Thomas Becket in den neuen Heiligenschrein in Canterbury. Im Herbst 1220 reiste er nach Rom, um dem Papst eine Reliquie von Becket zu schenken und ihn um die Abberufung von Legat Pandulf zu bitten. Im Juli 1221 kehrte er mit dem Befehl zur Abberufung Pandulfs zurück. Von nun an spielte er bis zu seinem Tod wieder eine bedeutende politische Rolle.

### Verfechter der Magna Carta und Wirken als Kirchenreformer

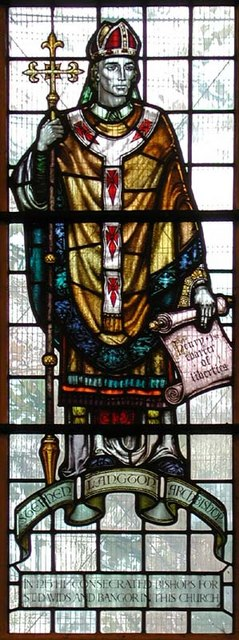
Stephen Langton, in der Hand ein Exemplar der Magna Carta. Darstellung in der St Mary’s Church in Staines

Da der König weiterhin minderjährig war, lag die Regierungsgewalt nach dem Tod von Marshal inzwischen beim Justiciar Hubert de Burgh. Dieser und Bischof des Roches versuchten, ihren Einfluss und ihre Macht auszubauen, während Langton eine mäßigende Rolle spielte. Er wurde zum Verfechter der Magna Carta, um zusammen mit loyalen Beamten den Frieden und die Ordnung wieder im Land herzustellen. Im Januar 1223 konnte Langton den König überzeugen, die Carta mündlich zu bestätigen, und zwei Jahre später war er wesentlich daran beteiligt, als der König die Magna Carta in ihrer endgültigen Form schriftlich bestätigte. Langton drohte allen, ob König, Beamten oder Baronen, bei Missachtung der Carta die Exkommunikation an. Als die Magna Carta in späteren Jahren erneut von den Königen bestätigt wurde, erneuerten Langtons Nachfolger als Erzbischöfe die Androhung der Exkommunikation, was erheblich zur Anerkennung und zum Fortbestand der Magna Carta beitrug. Langton wandte die Magna Carta auch zugunsten des Königs an, so billigte er 1224 die Hinrichtung der rebellierenden Garnison von Bedford Castle, da ein königliches Gericht rechtmäßig die Übergabe der Burg angeordnet hatte.
Um seine kirchlichen Reformen durchzuführen, berief Langton 1222 eine Synode seiner Kirchenprovinz nach Oxford ein. Die Bedeutung der dort beschlossenen 60 Regeln wird dadurch deutlich, dass sie noch in 60 Manuskripten erhalten sind. Neun dieser Regelungen zitieren die Beschlüsse des Vierten Laterankonzils, und 16 weitere spiegeln die Ergebnisse des Konzils wider. Andere wiederholen Regeln, die auf einer von Langton einberufenen Synode des Erzbistums Canterbury 1213 und 1214 beschlossen wurden. Darunter fallen Bestimmungen, wie das Verbot für Kleriker, bei Gericht über Körperverletzungen oder Mord zu urteilen, das Verbot, mit Ausnahme von Weihnachten und Ostern, öfter als zweimal die Messe zu feiern, die Bestimmung, dass keine Person mehr als eine Pfründe, wo sie für das Seelenheil der Bevölkerung zuständig war, erhalten sollte, und der Versuch, dass jeder Vikar ein Mindesteinkommen von fünf Mark im Jahr bekommen solle. Die Regeln betrafen sowohl das geistliche wie auch das weltliche Leben der Geistlichen und hatten auf die mittelalterliche Kirche großen Einfluss. Andere Bischöfe nahmen die in Oxford beschlossenen Regeln rasch in das für ihre Diözesen geltende Kirchenrecht auf.
1227 zog sich der weit über siebzigjährige Langton vom Königshof zurück. Doch sowohl der König wie auch Justitiar Hubert de Burgh blieben in Kontakt zu ihm. Anfang Juli 1228 traf er noch einmal den König und den Justiciar in Canterbury. Danach jedoch wurde er krank in einer Sänfte zu seinem Landsitz bei Slindon getragen, wo er um den 9. Juli starb. Er wurde in der Kathedrale von Canterbury begraben.

## Nachwirkung
Die Figur Stephen Langton taucht in William Shakespeares Drama König Johann auf.
Im 19. Jahrhundert waren für die Historiker vor allem das politische Wirken Langtons und sein Beitrag zum Abschluss der Magna Carta von Interesse. Mit der zunehmenden Erforschung der komplexen Regierungszeit König Johanns und einer differenzierteren Betrachtung seiner Herrschaft rückte die theologische Bedeutung Langtons in den Vordergrund. Dieser Prozess begann in den 1920er Jahren, als Powicke seine Biografie über Langton veröffentlichte. In der Folgezeit wurden zahlreiche von Langtons Schriften historisch neu bewertet, doch bis heute sind noch zahlreiche Manuskripte von und über ihn unerforscht. Langton gilt weiterhin als eine der Schlüsselfiguren, die zur Entstehung der Magna Carta führten, doch dazu gilt er zweifelsfrei als einer der größten Geistlichen des Mittelalters. Als kirchlicher Politiker half er, dass der Konflikt zwischen König Johann und den Baronen nicht noch gewalttätiger wurde, als er bislang schon war, und dass der König Verhandlungen aufnahm. Langton als Staatsmann ist es schließlich zu verdanken, dass die Magna Carta schließlich nach dem Krieg der Barone erneut vom König bestätigt wurde und anschließend auch anerkannt wurde.
Im Vergleich zu Balduin oder Hubert Walter, seinen Vorgängern als Erzbischof und Primas, hinterließ er wenig Akten, doch setzte er wichtige Beschlüsse zum Kirchenrecht durch. Daneben gilt er nach Erzbischof Anselm von Canterbury als einer der wichtigsten Theologen unter den mittelalterlichen Erzbischöfen.

## Werke
- Commentaria in libros Regum I–IV MS-B-131. Zisterzienserabtei, Altenberg 13. Jh., 1. Hälfte (Digitalisat).
- Die Pfingstsequenz Veni Sancte Spiritus (Komm, o Geist der Heiligkeit) wird ihm zugeschrieben.
- Der Sentenzenkommentar. Aschendorff, Münster 1952 (Nachdruck 1995, ISBN 3-402-03167-1).